# (29889) 1999 GN36
A (29889) 1999 GN36 a Naprendszer kisbolygóövében található aszteroida. A LINEAR projekt keretében fedezték fel 1999. április 12-én.